# 天主教因普豐多教區
天主教因普豐多教區（拉丁語：Dioecesis Impfondensis）是剛果共和國一個羅馬天主教教區，屬奧旺多總教區。
利夸拉宗座代牧區於2000年10月30日成立，2011年2月11日升為教區。
教區管轄利夸拉省，教座位於首府因普豐多。
教區於2020年時有93300名教友（佔轄區總人口28.6%）、10個堂區和18名司鐸，面積為66045平方公里。現任教區主教為達尼爾·恩齊卡，榮休主教為若望·加爾丁。